# Anj ef Jonsu

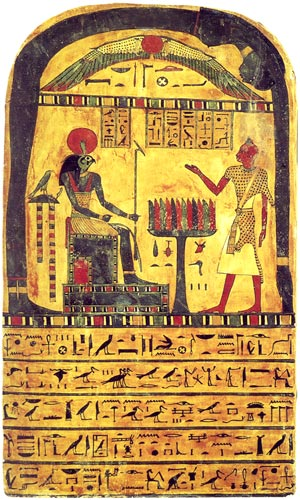
Estela A 9422 de El Cairo : Anj ef Jonsu es la figura de la derecha.

Anj ef Jonsu  (en egipcio : ꜥnḫ-fn-ḫnsw ), también conocido como Anj-ef-en-Jonsu, fue un sacerdote del dios egipcio Mentu que vivió en Tebas durante las dinastías 25 y 26 (c. 725 a. C.). Era hijo de Bes-en-Mut I y Ta-neshet. Entre los practicantes de la religión moderna de Thelema, es más conocido bajo el nombre de Anj ef Jonsu, y como el dedicador de la Estela de la Revelación, una estela de ofrenda de madera hecha para asegurar su existencia continua en el Inframundo que ahora se encuentra en el Museo Egipcio de El Cairo. El 18 de noviembre de 2015 un grupo de egiptólogos españoles descubrieron el féretro intacto del sacerdote.

## Significado del nombre
La Hermana Lutea, escribiendo en La letra escarlata, explica algunas de las palabras de su nombre:
Una traducción del nombre podría estar cerca de lo siguiente: Anj es tanto una herramienta como un símbolo que significa "nueva vida". El guion af siempre forma parte de otra palabra que confiere fuerza exclamativa. La palabra na se usa generalmente como una preposición, como 'a, para, perteneciente a, a través o porque'. Jonsu era el hijo adoptivo de Amón y Mut de la tríada tebana. Su nombre proviene de una palabra que significa 'cruzar' o 'vagabundo' o 'el que atraviesa'. Por lo tanto, su nombre completo puede traducirse como 'la verdad que ha cruzado.
La interpretación de Lutea es libre y los egiptólogos tienden a rechazarla. Un enfoque egiptológico moderno traduciría el nombre Anj ef Jonsu (ꜥnḫ-fn-ḫnsw ) como "Vive para Khonsu"; el nombre es particularmente común durante el tercer período intermedio y tardío.

## La estela de Anj ef Jonsu
La estela de Anj ef Jonsu (El Cairo A 9422 [antes Bulaq 666]) es una estela de ofrenda de madera pintada, descubierta en 1858 en el templo mortuorio de Hatshepsut en Deir el-Bahari por François Auguste Ferdinand Mariette. Según una traducción de la estela hecha en la perspectiva Thelémica, dice de él:
... ha dejado las multitudes y se ha reunido con los que están en la luz, ha abierto la morada de las estrellas; ahora bien, el difunto Anj ef Jonsu ha salido de día para hacer todo lo que le agradaba sobre la tierra, entre los vivos.
o por un análisis de 1982,
libertador de los que están al sol, ábrele el inframundo; de hecho, Osiris Anj ef Jonsu saldrá de día para hacer lo que desea, todos, sobre la tierra, entre los vivos.

## En Thelema
El libro de la ley (I, 36) dice:
Mi escriba Anj ef Jonsu, el sacerdote de los príncipes, no cambiará ni una sola letra este libro; pero para que no haya una locura, comentará al respecto con la sabiduría de Ra-Hoor-Khu-it.
En base a esto, Aleister Crowley usó el nombre "mágico" "Anj ef Jonsu" (de la traducción de la "Estela 666" preparada en 1904 para Crowley por el egiptólogo Émile Brugsch) para firmar "El comentario" del El libro de la ley, y también lo usó a veces para referirse a sí mismo como el profeta de Thelema y el Aeon de Horus. Kenneth Grant escribió que "Crowley afirmó haber sido una reencarnación de la corriente mágica representada por el sacerdocio al que pertenecía Anj ef Jonsu".